# Relikt glacjalny

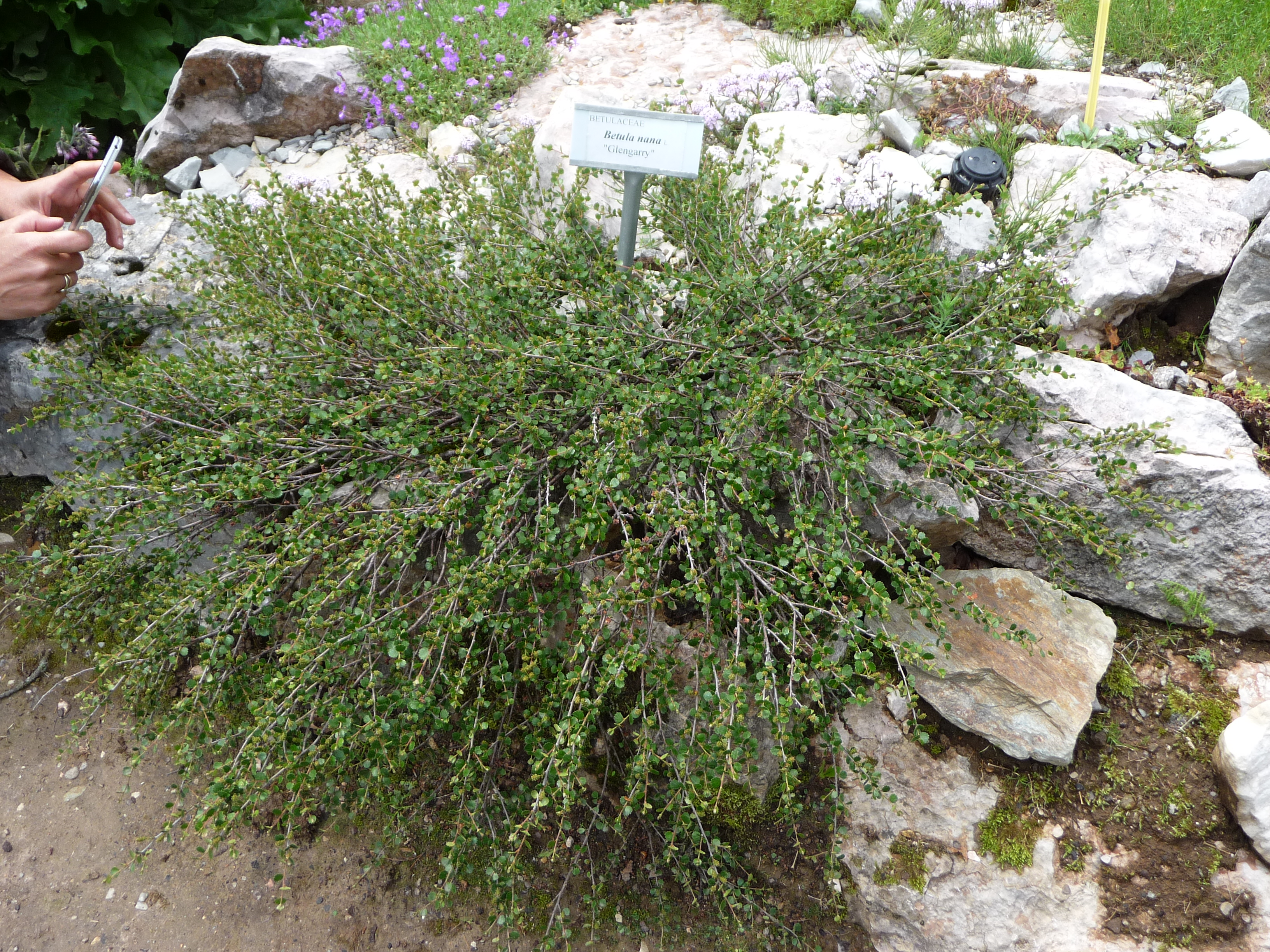
Relikt glacjalny (brzoza karłowata)

Relikt glacjalny (relikt polodowcowy) – organizm (takson) będący pozostałością z okresu lodowcowego. W tym okresie pewne gatunki dokonywały ekspansji na tereny położone bardziej na południe od ich zwykłego miejsca występowania. Niektóre z nich mimo ocieplenia się klimatu nie wyginęły i przetrwały oddzielone barierą geograficzną od pierwotnego obszaru w refugiach o sprzyjających warunkach klimatycznych, np. na terenach górskich, na torfowiskach.
Przykłady reliktów glacjalnych we florze Polski:
- brzoza karłowata Betula nana
- brzoza niska Betula humilis
- dębik ośmiopłatkowy Dryas octopetala
- malina moroszka Rubus chamaemorus
- wierzba lapońska Salix lapponum
- wierzba zielna Salix herbacea
- wierzba żyłkowana Salix reticulata
- bażyna czarna Empetrum nigrum subsp. nigrum
- bażyna obupłciowa Empetrum nigrum subsp. hermafroditum
- skalnica śnieżna Saxifraga nivalis
- zimoziół północny Linnaea borealis
- błotniszek wełnisty Helodium blandowii
- szarota drobna Gnaphalium supinum

Przykłady reliktów glacjalnych w faunie Polski:
- ryjówka średnia (Sorex caecutiens)
- zając bielak (Lepus timidus)
- skrzelopływka bagienna (Branchinecta paludosa)
- Bathyphantes eumenis (pająk)